# دارکوب گونه‌سیاه
دارکوب گونه‌سیاه (نام علمی: Melanerpes pucherani) نام یک گونه از سرده سیاه‌خزنده‌ها است.